# Maverick (film)
Maverick je americká westernová komedie z roku 1994, kterou režíroval Richard Donner a ve které si zahráli Mel Gibson, Jodie Foster a James Garner. Ve scénáři Williama Goldmana, který vychází ze stejnojmenného televizního seriálu z let 1957-1962 vytvořeného Royem Hugginsem a původně s Garnerem v hlavní roli, hraje Gibson Breta Mavericka, karetního hráče a podvodníka, který vybírá peníze na účast v pokeru s vysokými sázkami. Do jeho dobrodružství se zapojí Annabelle Bransfordová (Fosterová), další podvodnice, a šerif Zane Cooper (Garner), muž zákona. Ve vedlejších rolích se objeví Graham Greene, James Coburn a Alfred Molina a mnoho epizodních rolí herců z westernových filmů, hvězd country hudby a dalších herců.
Maverick se natáčel od srpna do prosince 1993. Film byl uveden do kin společností Warner Bros. 20. května 1994 a zaznamenal jak komerční úspěch, tak úspěch u kritiky, když celosvětově vydělal 183 milionů dolarů. Byl nominován na Oscara za nejlepší kostýmy.

## Děj
Na Divokém západě se hazardní hráč Bret Maverick vydává na prestižní pokerový turnaj na říčním parníku Lauren Belle. Aby mohl zaplatit vstupní poplatek 25 000 dolarů, chybí mu ještě 3 000. Ve městě Crystal River se snaží vybrat dluhy a vyhrát v pokeru. Při jedné partii potká agresivního hráče Angela a podvodnici Annabelle Bransford. Vyhraje velký bank, ale musí utéct bez výhry.
Na cestě z města cestuje se strážcem zákona Zanem Cooperem a Annabelle. Přežijí nehodu dostavníku a pomohou misionářům okradeným bandity převlečenými za Indiány. Maverick se obětuje a předstírá zajetí, aby ostatní mohli utéct – „náčelník“ Indiánů Joseph je však jeho dávný přítel. Maverick z něj vymámí tisíc dolarů pomocí podvodu na ruského arcivévodu, který „uloví“ indiána v přestrojení.
Angel dostává telegram s instrukcí zastavit Mavericka, zajme ho a pokusí se ho oběsit, ale Maverick unikne. Na palubě Lauren Belle podvede Maverick opět arcivévodu a získá 6 000 dolarů – dost pro sebe i Annabelle. Turnaj vede bohatý Duvall, do finále postoupí Maverick, Angel, Annabelle a Duvall. Krupiér podvádí, Maverick to odhalí a požádá Angela, aby mu nechal vrchní kartu – potřebnou ke královskému flushi. Po napadením Angelem Maverick a Cooper zabijí Angela a jeho muže.
Po vyhlášení vítěze Cooper ukradne výhru a uteče. Později se sejde s Duvallem – byli ve skutečnosti společníci. Duvall se ho pokusí zabít, ale Maverick vše odhalí a vezme peníze zpět. Ukáže se, že Cooper je jeho otec. V lázni je překvapí Annabelle, která jim ukradne kufr s výhrou. Maverick se ale směje – polovinu ukryl ve svých botách. O získání zbytku říká: „To bude zábava.“

## Obsazení
- Mel Gibson jako Bret Maverick Jr.
- Jodie Foster jako Annabelle Bransfordová
- James Garner jako Zane Cooper (Bret Maverick st.)
- Graham Greene jako Joseph
- Alfred Molina jako Angel
- James Coburn jako komodor Duvall
- Dub Taylor jako pokojský
- Dan Hedaya jako Twitchy
- Paul L. Smith jako arcivévoda
- Geoffrey Lewis jako Matthew Wicker / Eugene (bankovní manažer)
- Max Perlich jako John Wesley Hardin

Ve filmu se v epizodních rolích objevují různí westernoví herci, lidé, kteří dříve pracovali s Donnerem, Gibsonem, Fosterovou nebo Garnerem, a další celebrity, například Danny Glover (bez titulků), Hal Ketchum a Corey Feldman jako bankovní lupiči; Read Morgan a Steve Kahan jako karetní dealeři; Art LaFleur a Leo Gordon jako hráči pokeru při Maverickově první hře; Paul Brinegar jako řidič dostavníku; Denver Pyle jako podvádějící starý gambler; Robert Fuller, Doug McClure, Henry Darrow, William Smith, Michael Paul Chan a Charles Dierkop jako hráči pokeru na říčních lodích; William Marshall jako hráč pokeru na říční lodi poražený Angelem; Dennis Fimple jako Koktavý, hráč poražený Komodorem; Bert Remsen jako starší hráč na říční lodi poražený Maverickem; a Margot Kidderová jako misionářka Margaret Mary, kolegyně misionářky Mary Margaret, v nekomentovaném výstupu. Další camea, která byla z filmu vystřižena, zahrnovala Alice Coopera jako městského opilce, Lindu Huntovou jako kouzelnici a Clinta Walkera jako šerifa.